# Shōtarō Ihata
Shōtarō Ihata (japanisch 井畑 翔太郎 Ihata Shōtarō; * 12. Februar 1987 in der Präfektur Shizuoka) ist ein ehemaliger japanischer Fußballspieler.

## Karriere
Ihata erlernte das Fußballspielen in der Universitätsmannschaft der Shizuoka-Sangyo-Universität. Seinen ersten Vertrag unterschrieb er 2009 bei Roasso Kumamoto. Der Verein spielte in der zweithöchsten Liga des Landes, der J2 League. Für den Verein absolvierte er 29 Ligaspiele. 2011 wechselte er nach Singapur. Hier unterschrieb er einen Vertrag bei Albirex Niigata (Singapur), einem Ableger des japanischen Vereins Albirex Niigata, der in der S. League spielte. Nach einem Jahr wechselte er zum Ligakonkurrenten Home United. Hier stand er 22-mal auf dem Spielfeld. 2013 nahm ihn Geylang International unter Vertrag. Die Saison 2014 spielte er bei Southern Myanmar FC. 2015 kehrte er zu seinem ehemaligen Verein Albirex Niigata (Singapur) zurück. Ende 2015 beendete er seine aktive Laufbahn als Profifußballer.